# Chlorus bolivianus
Chlorus bolivianus är en insektsart som beskrevs av Bruner, L. 1913. Chlorus bolivianus ingår i släktet Chlorus och familjen gräshoppor. Inga underarter finns listade i Catalogue of Life.